# Mode éolien

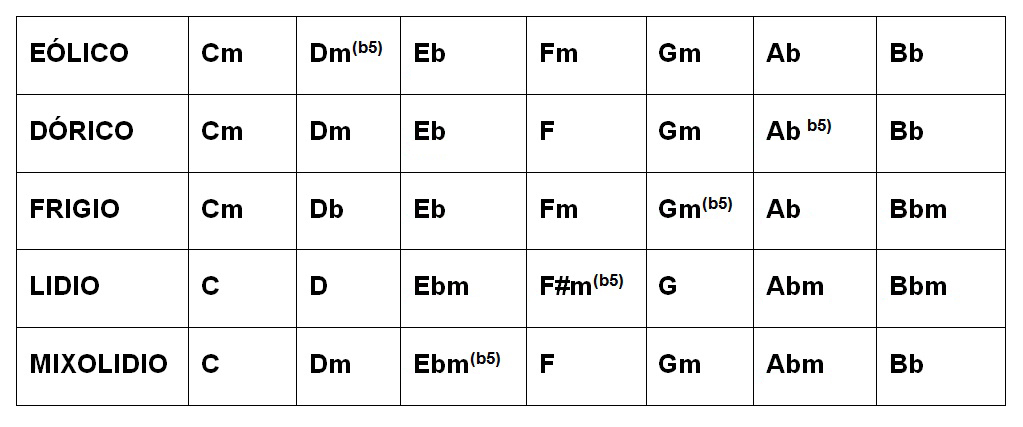
Accords du Mode éolien

Le mode éolien ou  æolien également parfois appelé mode hypodorien ou encore octave commune, est un mode musical grec, provenant probablement de la Grèce antique, bien que l'on n’en ait pas la certitude. Dans l'usage moderne, on l'appelle une échelle diatonique en mode mineur naturel.
Une gamme du mode éolien peut être construite en commençant par le la, en montant note par note jusqu'au la suivant, sans ajouter d'altération (dièse ou bémol). On l'appelle donc également pour cette raison, mode de la. En prenant pour référence le mode majeur, le mode éolien peut aussi être décrit comme la gamme qui commence sur le 6e degré de la gamme majeure.
La lecture audio n'est pas prise en charge dans votre navigateur. Vous pouvez télécharger le fichier audio.
Cette gamme est donc composée ici de la suite de note la si do ré mi fa sol la. Le passage d'une note à l'autre équivaut à la suite d'augmentation suivante : 1 ton, 1/2 ton, 1 ton, 1 ton, 1/2 ton, 1 ton, 1 ton 
Elle se caractérise donc par les demi-tons placés entre le 2e et 3e degré, ainsi qu'entre le 5e et 6e degré.

## Liste des gammes éoliennes
Voici donc, la liste complète des gammes utilisant le mode éolien.
Comme dans une gamme, il ne faut pas doubler le nom d'une note, ainsi, dans la gamme de re♯, un mi♯ est utilisé plutôt qu'un fa.
La lecture audio n'est pas prise en charge dans votre navigateur. Vous pouvez télécharger le fichier audio.
La suite est : la♯ si♯ do♯ ré♯ mi♯ fa♯ sol♯ la♯
La lecture audio n'est pas prise en charge dans votre navigateur. Vous pouvez télécharger le fichier audio.
La suite est : re♯ mi♯ fa♯ sol♯ la♯ si do♯ re♯
La lecture audio n'est pas prise en charge dans votre navigateur. Vous pouvez télécharger le fichier audio.
La suite est : sol♯ la♯ si do♯ ré♯ mi fa♯ sol♯
La lecture audio n'est pas prise en charge dans votre navigateur. Vous pouvez télécharger le fichier audio.
La suite est : do♯ re♯ mi fa♯ sol♯ la si do♯
La lecture audio n'est pas prise en charge dans votre navigateur. Vous pouvez télécharger le fichier audio.
La suite est : fa♯ sol♯ la si do♯ ré mi fa♯
La lecture audio n'est pas prise en charge dans votre navigateur. Vous pouvez télécharger le fichier audio.
La suite est : si do♯ ré mi fa♯ sol la si
La lecture audio n'est pas prise en charge dans votre navigateur. Vous pouvez télécharger le fichier audio.
La suite est : mi fa♯ sol la si do ré mi
La lecture audio n'est pas prise en charge dans votre navigateur. Vous pouvez télécharger le fichier audio.
La suite est : la si do ré mi fa sol la
La lecture audio n'est pas prise en charge dans votre navigateur. Vous pouvez télécharger le fichier audio.
La suite est : re mi fa sol la  si♭ do re
La lecture audio n'est pas prise en charge dans votre navigateur. Vous pouvez télécharger le fichier audio.
La suite est : sol la si♭ do ré mi♭ fa sol
La lecture audio n'est pas prise en charge dans votre navigateur. Vous pouvez télécharger le fichier audio.
La suite est : do re mi♭ fa sol la♭ si♭ do
La lecture audio n'est pas prise en charge dans votre navigateur. Vous pouvez télécharger le fichier audio.
La suite est : fa sol la♭ si♭ do ré mi♭ fa
La lecture audio n'est pas prise en charge dans votre navigateur. Vous pouvez télécharger le fichier audio.
La suite est : si♭ do ré♭ mi♭ fa sol♭ la♭ si♭
La lecture audio n'est pas prise en charge dans votre navigateur. Vous pouvez télécharger le fichier audio.
La suite est : mi♭ fa sol♭ la♭ si♭ do♭ ré♭ mi♭
La lecture audio n'est pas prise en charge dans votre navigateur. Vous pouvez télécharger le fichier audio.
La suite est : la♭ si♭ do♭ ré♭ mi♭ fa♭ sol♭ la♭